# O Rei da Comédia
O Rei da Comédia (título original em inglês: The King of Comedy) é um filme americano de 1981 dirigido por Martin Scorsese, lançado em 18 de fevereiro de 1983 pela 20th Century Fox. Apresenta Robert De Niro no papel do fã de um comediante de sucesso, interpretado por Jerry Lewis. De Niro se esforça para fazer um tipo difícil: Um desajustado aspirante a comediante que se acha engraçado a nível profissional.

## Sinopse
Jerry Langford (Jerry Lewis) é um consagrado apresentador de TV. Um dia, ao se encaminhar para o trabalho, ele é sequestrado pelo aspirante a comediante Rupert Pupkin (Robert De Niro) e sua amiga Masha (Sandra Bernhard). Para escapar da situação, Jerry concede a Rupert espaço em seu programa de TV, de forma que ele possa apresentar seu número.

## Elenco
- Robert De Niro...Rupert Pupkin
- Jerry Lewis...Jerry Langford
- Diahnne Abbott...Rita Keane
- Sandra Bernhard...Masha
- Shelley Hack...Cathy Long
- Cathy Scorsese...Dolores
- Catherine Scorsese...Mãe de Rupert
- Martin Scorsese...Diretor de TV
- Tony Randall...Ele mesmo
- Ed Herlihy (Ele mesmo)
- Liza Minelli (Ela mesma)

## Prêmios e indicações

### BAFTA-1983
- Ganhou Melhor Roteiro Original (Paul D. Zimmerman)
- Indicado a Melhor Direção (Martin Scorsese), Melhor Ator (Robert De Niro), Melhor Ator Coadjuvante (Jerry Lewis) e Melhor Edição (Thelma Schoonmaker).